# Kriengsak Vimolsate
Kriengsak Vimolsate (Bangkok, 13 agosto 1942) è un ex calciatore thailandese di ruolo centrocampista.

## Carriera
Con la Nazionale thailandese ha partecipato alle Olimpiadi del 1968.